# Lepidochrysops vansoni
Lepidochrysops vansoni is een vlinder uit de familie van de Lycaenidae. De wetenschappelijke naam van de soort is voor het eerst geldig gepubliceerd in 1949 door Swanepoel.